# 조나단 메이휴

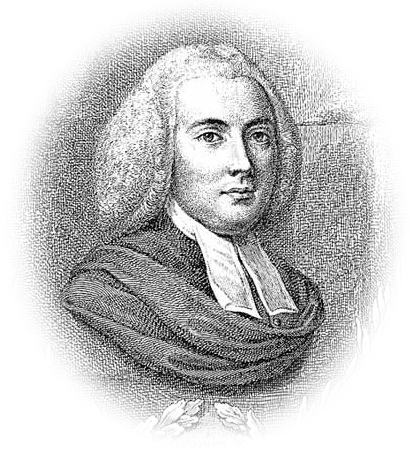
조나단 메이휴의 초상화

조나단 메이휴(Jonathan Mayhew; 1720년 10월 8일 - 1766년 7월 9일)는 매사추세츠주 보스턴에 위치한 올드 웨스트 교회에서 시무했던 회중 교회 목사이다.
1744년에 하버드 대학교를 졸업하였고, 1749년에 애버딘 대학교에서 박사학위를 받았다. 그의 신학은 자유주의신학이며, 유니테리언주의적이었다. 즉, 삼위일체교리를 공격하며, 아리안주의를 지지했다.
하지만, 유니테리언교회를 시무하지는 않았다. 그는 아메리카의 식민지에서 영국으로부터의 독립을 위해 많은 설교를 하였고, 찰스 1세의 죽음 백주년을 기념하여 개인의 신앙과 양심의 자유를 설교하였다.

## 메이휴-아프도르프 논쟁
1763년 메이휴 목사는 영국에서 파견된 국교회 소속 선교사인 아프도르프(Apthorp)와 '복음의 전파를 위한 사회'단체를 강력하게 비판하였다. 이 단체가 비국교도를 국교도에 복종하게 만들기 위한 영국 국교도의 불순한 목적으로 보내진 것으로 그는 지적하였다. 54년이 지나 존 아담스는 이 논쟁에 대하여 영국의회의 권위에 도전한 것이라고 평가하였다.
1. ↑  Bailyn, Bernard. (1992). 〈6. Contagion of Liberty〉. 《The Ideological Origins of the American Revolution》. Harvard University Press. 256쪽.